# Dušče
Dušče (în sârbă Душче) este un sat din comuna Višegrad, Republica Srpska, Bosnia și Herțegovina. În anul 2013 avea o populație de 356 locuitori.

## Istoric
Locuitorii satului Dušče au fost inițial sârbi, care s-ar fi convertit la islamism prin secolul al XV-lea.

## Demografie
|              | 1971         | 1981         | 1991         | 2013         |
| Populație    | 601 (100,0%) | 698 (100,0%) | 841 (100,0%) | 356 (100,0%) |
| Bosniaci     | 534 (88,85%) | 573 (82,09%) | 754 (89,66%) | -            |
| Sârbi        | 64 (10,65%)  | 36 (5,158%)  | 59 (7,015%)  | -            |
| Iugoslavi    | -            | 71 (10,17%)  | 11 (1,308%)  | -            |
| Muntenegreni | 1 (0,166%)   | -            | -            | -            |
| Alți         | 2 (0,333%)   | 18 (2,579%)  | 17 (2,021%)  | -            |